# Tubiri
Tubiri är ett vattendrag i Burundi.   Det ligger i provinsen Gitega, i den centrala delen av landet, 70 kilometer sydost om huvudstaden Bujumbura.
Omgivningarna runt Tubiri är en mosaik av jordbruksmark och naturlig växtlighet. Runt Tubiri är det tätbefolkat, med 286 invånare per kvadratkilometer.